# Kaiketsu Yanchamaru 2: Karakuri Land
Kaiketsu Yanchamaru 2: Karakuri Land (快傑ヤンチャ丸2 からくりランド?  lit. "El maravilloso Yanchamaru 2: La Tierra de Karakuri"), es un videojuego de Plataformas que fue desarrollado y Publicado por Irem en 30 de agosto de 1991 en la Región de Japón. Es la secuela de Kid Nikki: Radical Ninja y es el segundo juego de la serie.
- Datos: Q11491370